# Distenia rugiscapis
Distenia rugiscapis là một loài bọ cánh cứng trong họ Cerambycidae.